# Cylindromyia hobartana
Cylindromyia hobartana är en tvåvingeart som beskrevs av Paramonov 1956. Cylindromyia hobartana ingår i släktet Cylindromyia och familjen parasitflugor.
Artens utbredningsområde är Tasmanien. Inga underarter finns listade i Catalogue of Life.